# Världsmästerskapen i alpin skidsport 1941
Världsmästerskapen i alpin skidsport 1941 kördes 1–9 februari 1941 i Cortina d'Ampezzo, Italien och lockade deltagare från Tyskland, Sverige, Finland och Italien.
På det internationella skidsportförbundets kongress i Pau 1946 beslutades att, på grund av att tävlingarna hölls under andra världskriget, förklara evenemanget som inofficiellt.

## Herrar

### Störtlopp
| Placering | Land              |
| --------- | ----------------- |
| 1         | Josef Jennewein   |
| 2         | Alberto Marcellin |
| 3         | Rudolf Cranz      |

### Slalom
| Placering | Land               |
| --------- | ------------------ |
| 1         | Albert Pfeifer     |
| 1         | Vittorio Chierroni |
| 3         | Alberto Marcellin  |

### Alpin kombination
| Placering | Land               |
| --------- | ------------------ |
| 1         | Josef Jennewein    |
| 2         | Alberto Marcellin  |
| 3         | Vittorio Chierroni |

## Damer

### Störtlopp
| Placering | Land                    |
| --------- | ----------------------- |
| 1         | Christl Cranz           |
| 2         | Käthe Grasegger         |
| 3         | Anneliese Schuh-Proxauf |

### Slalom
| Placering | Land                    |
| --------- | ----------------------- |
| 1         | Celina Seghi            |
| 2         | Christl Cranz           |
| 3         | Anneliese Schuh-Proxauf |

### Alpin kombination
| Placering | Land                    |
| --------- | ----------------------- |
| 1         | Christl Cranz           |
| 2         | Celina Seghi            |
| 3         | Anneliese Schuh-Proxauf |

## Medaljligan
| Placering | Land     | Guld | Silver | Brons | Totalt |
| --------- | -------- | ---- | ------ | ----- | ------ |
| 1         | Tyskland | 5    | 2      | 4     | 11     |
| 2         | Italien  | 2    | 3      | 2     | 7      |